# Gummiharz
Ein Gummiharz oder Gummiresina (früher wurden verschiedene Gummiharze auch als Gummi bezeichnet) ist ein Gemische von Harz mit Gummi und kleinen Mengen ätherischem Öl. Gummiharze stammen aus bestimmten Pflanzen. Es handelt sich um kompliziert zusammengesetzte Substanzgemische. Die Harze sind alkohollöslich, das Gummi wasserlöslich.
Beispiele:
- Ammoniacum (Ammoniakharz) aus verschiedenen Doldenblütlern wie Dorema ammonicum, dient zur Herstellung von Kitten[4]
- Asant (Asa foetida, Stinkasant, Teufelsdreck) aus verschiedenen Steckenkräutern wie Ferula foetida, Ferula nartex u. a.[4]
- Euphorbium aus der Wolfsmilchart Euphorbia resinifera[4] und anderen Euphorbia-Arten[5]
- Galbanharz (Galbanum) aus verschiedenen Steckenkräutern wie Ferula galbaniflua, dient u. a. als Kitt (Diamantkitt)[4]
- Bedolachharz (Bdellium)
- Gummigutta (Gummigutt, Gutti) aus Garcinia-Arten, vor allem Garcinia hanburyi[2][6]
- Ladanum von Zistrosen-Arten wie Lack-Zistrose, Kretische Zistrose und Montpellier-Zistrose.[7]
- Myrrhe von verschiedenen Balsambaumgewächsen wie Commiphora myrrha, dient als Riechstoff und Mundspülmittel[4]
- Opopanax (Harz) von verschiedenen Opopanax- und Commiphora-Arten
- Sagapenum, Gummiharz von Steckenkräutern (Ferula-Arten), insbesondere von Ferula persica.
- Traganth (Tragakant) von verschiedenen Schmetterlingsblütlern der Gattung, dient als Bindemittel und Zusatz zu Klebemitteln[4]
- Weihrauch (Olibanum) aus verschiedenen Balsambaumgewächsen der Gattung Boswellia[4]